# La isla (singolo)
La isla è un singolo delle cantanti italiane Giusy Ferreri e Elettra Lamborghini, pubblicato il 29 giugno 2020.

## Pubblicazione
Le due artiste hanno annunciato il singolo sui loro profili social il 24 giugno 2020.

## Video musicale
Il videoclip, diretto dagli YouNuts!, è stato reso disponibile il 14 luglio 2020 sul canale Youtube della Lamborghini.

## Tracce
Testi e musiche di Alessandro Merli, Fabio Clemente e Federica Abbate.
1. La isla – 2:35

## Classifiche

### Classifiche settimanali
| Classifica (2020) | Posizione massima |
| ----------------- | ----------------- |
| Italia            | 22                |

### Classifiche di fine anno
| Classifica (2020) | Posizione |
| ----------------- | --------- |
| Italia            | 93        |